# Война (альбом «Пилота»)
Война (акустика) — первый студийный альбом группы Пилот. Записан в январе-мае 1997 года на студии Нева-Records.

## Список композиций
Авторы песен: Илья «Чёрт» Кнабенгоф (2, 4, 5, 6, 9, 10, 14, 15); Юля «Крыса» Котельникова (1, 3, 7, 8, 12, 13, 16–20), «Неизвестный» Гоша (11). 
| №                   | Название                   | Длительность |
| ------------------- | -------------------------- | ------------ |
| 1.                  | «Хана, человечки»          | 0:31         |
| 2.                  | «Питер»                    | 4:50         |
| 3.                  | «Стаи (О нехороших людях)» | 3:25         |
| 4.                  | «Про кота»                 | 3:15         |
| 5.                  | «Джаз»                     | 4:04         |
| 6.                  | «Пешком по шпалам»         | 3:06         |
| 7.                  | «Каникулы маленькой панды» | 2:40         |
| 8.                  | «Сумасшедший»              | 3:00         |
| 9.                  | «Утро»                     | 0:37         |
| 10.                 | «Кошка»                    | 2:07         |
| 11.                 | «Жёлтый дом»               | 2:47         |
| 12.                 | «Чёрные крылья»            | 4:32         |
| 13.                 | «Индейская»                | 3:36         |
| 14.                 | «Два ангела»               | 5:01         |
| 15.                 | «По разбитым судьбам»      | 2:37         |
| 16.                 | «Транзит»                  | 3:19         |
| 17.                 | «Война»                    | 2:28         |
| Общая длительность: | Общая длительность:        | 52:00        |

| №                   | Название            | Длительность |
| ------------------- | ------------------- | ------------ |
| 18.                 | «На полусогнутых»   | 3:35         |
| 19.                 | «Нас утро накажет»  | 2:07         |
| 20.                 | «Нет дела до всех»  | 2:56         |
| Общая длительность: | Общая длительность: | 60:36        |

## Участники записи
- Илья Чёрт — вокал
- Витя Кузьмичёв — ударные
- Станислав Марков — бас-гитара
- Роман Чуйков — гитара

В записи принимали участие:
- Денис Можин — ударные, перкуссия
- Толик Смирнов — ударные
- Таня Синица — вокал
- Настя Иванова — скрипка
- Митя Пятачек — губная гармошка
- Женя Мясников — гармонь
- Павел Ботов — вокал, гитара, псевдозвуки
- Виталий Мурсалимов и Павел Ботов — звукооператоры

## Критика
«Бывшие металлисты… ударились в совершенно недрайвовую кухонную философию и сделали альбом про питерских дворовых кошек, которых забывают и забивают, потому что вокруг происходит война». («Звуки.ру»)
По мнению «Музыкальной газеты», наиболее удачные песни альбома — «Сумасшедший», «Жёлтый дом», «Кошка», «По разбитым судьбам», «Транзит».